# Ilithya Manzanilla
Ilithya Manzanilla  (Mérida, Yucatán, Mexikó, 1985. február 15. –) mexikói színésznő.

## Élete és pályafutása
1985. február 15-én született Méridában. Karrierjét 2004-ben kezdte A liliomlány című sorozatban, majd 2006-ban szerepet kapott a Código postalban. 2010-ben az Időtlen szerelemben Arely szerepét játszotta. 2011-ben megkapta Cassandra szerepét az Esperanza del corazón című sorozatban. 2012-ben a Könnyek királynője című telenovellában Sandra szerepét játszotta. 2013-ban megkapta Angélica szerepét a Szerelem zálogba című telenovellában.

## Filmográfia
| Év        | Eredeti Cím            | Cím                | Szerep                    |
| --------- | ---------------------- | ------------------ | ------------------------- |
| 2004      | Inocente de ti         | A liliomlány       | Mónica Dalmacci           |
| 2006      | Código postal          |                    | Dafne                     |
| 2009      | Paradas contínuas      |                    | Dara                      |
| 2010      | Cuando me enamoro      | Időtlen szerelem   | Arely                     |
| 2011      | Esperanza del corazón  |                    | Cassandra                 |
| 2012      | Cloroformo             |                    | Paula                     |
| 2012-2013 | Corona de lágrimas     | Könnyek királynője | Sandra Cervantes          |
| 2013      | Porque el amor manda   | Amit a szív diktál | Cynthia Cabello           |
| 2013-2014 | Lo que la vida me robó | Szerelem zálogba   | Angélica Arechiga Betrand |